# Wilhelm Küchler (Politiker, 1936)
Wilhelm Küchler (* 21. Juli 1936 in Frankfurt am Main) ist Unternehmer, hessischer Politiker (CDU) und Abgeordneter des Hessischen Landtags.

## Ausbildung und Beruf
Wilhelm Küchler studierte nach dem Abitur Wirtschaftswissenschaften an der Universität Frankfurt und schloss 1961 mit dem Diplom ab. Zwischen 1965 und 1999 war er als Bauunternehmer selbstständig. Seitdem ist er als Berater tätig. Er ist in vielen Verbänden verantwortlich tätig. Unter anderem war er:
- 1988 bis 1999 Vizepräsident des Hauptverbands der Deutschen Bauindustrie, Tarifverhandlungsführer auf Bundesebene
- 1989 bis 1999 Vizepräsident der Bundesvereinigung der Deutschen Arbeitgeberverbände BDA
- 2000 bis 2007 Vizepräsident des Weltverbandes der Bauwirtschaft CICA, Paris
- 1996 bis 2002 Vizepräsident des Verbandes der Europäischen Bauwirtschaft FIEC, Brüssel
- 2002 bis 2006 Präsident des FIEC, Brüssel, danach Ehrenpräsident

Wilhelm Küchler ist verheiratet und hat drei Kinder.

## Politik
Wilhelm Küchler ist Mitglied der CDU und war dort in vielen Vorstandsämtern tätig. Unter anderem war er stellvertretender Vorsitzender des CDU Bezirks Untermain und 1998–1999 Landesschatzmeister der CDU.
Von 1991 bis 1998 war Küchler Landesvorsitzender des Wirtschaftsrates der CDU in Hessen und ist seitdem Mitglied des Vorstands.
Wilhelm Küchler war von 1964 bis 1982 kommunalpolitisch in Kronberg im Taunus als Stadtverordneter aktiv. Zwischen 1971 und 1981 war er Stadtverordnetenvorsteher.
Seit 1975 war er Mitglied des Verbandstages des Umlandverbandes Frankfurt und von 1977 bis 1989 Vorsitzender des Verbandstages.
Vom 1. Dezember 1982 bis zum 4. April 1995 war Wilhelm Küchler direkt gewählter Abgeordneter des Wahlkreises Hochtaunus II im Hessischen Landtag. Im Landtag war er 1987 bis 1995 stellvertretender Vorsitzender der CDU-Fraktion.

## Sonstige Ämter
Zwischen 1979 und 1994 war Küchler Vorsitzender des Aufsichtsrats der Frankfurter Volksbank eG, dem er als Mitglied seit 1970 angehörte. Wilhelm Küchler war von 1988 bis 1993 Mitglied des Rundfunkrats des Hessischen Rundfunks, bis er 1993 bis 2011 als Mitglied in den Verwaltungsrats des Hessischen Rundfunks wechselte, wo er seit 2001 dem Wirtschaftsausschuss vorsaß. Seit 2001 ist er zusätzlich Mitglied des Aufsichtsrats der hr werbung gmbh.

## Ehrungen
Wilhelm Küchler erhielt das Verdienstkreuz I. Klasse des Verdienstordens der Bundesrepublik Deutschland. Er wurde von der Hochschule Bremen zum Senator E. h. ernannt. 2011 erhielt er für sein Lebenswerk den Hessischen Verdienstorden.